# 국가해군

국가해군의 기.

국가해군(Reichsmarine)은 전간기 바이마르 공화국의 독일 해군이다. 나치 독일도 독일 전쟁해군을 발족시키기 전 처음 2년간은 국가해군이라는 명칭을 사용했다. 국가해군은 국가방위군의 하부조직이었으며, 1919년부터 1935년까지 존재했다.